# Constantino Urbieta Sosa
Constantino Urbieta Sosa (12 de agosto de 1907, Asunción, Paraguay - 12 de diciembre de 1983, Buenos Aires, Argentina) fue un futbolista paraguayo nacionalizado argentino. Disputó la Copa Mundial de Fútbol de 1934 con la Selección Argentina de fútbol.

## Historia
Fue uno de los primeros futbolistas paraguayos que jugaron en el exigente fútbol argentino en la década de 1930. Cuando llegó a la Argentina, hizo su debut en Newell's Old Boys.
Vistió la camiseta de Tigre en el campeonato profesional de 1932 en Primera División, para luego pasar a Godoy Cruz Antonio Tomba de la Liga Mendocina. 
Volvió al torneo profesional en 1935 para jugar con San Lorenzo de Almagro. También jugó en Estudiantes de Buenos Aires.
Por sus buenas actuaciones en el equipo mendocino fue convocado por Felipe Pascucci, director técnico de la Selección Argentina de fútbol, para jugar la Copa Mundial de Fútbol de 1934 que se disputó en Italia.

## Trayectoria
| Club              | País      | Período   |
| ----------------- | --------- | --------- |
| Nacional          | Paraguay  | 1931      |
| Newell's Old Boys | Argentina | 1931      |
| Tigre             | Argentina | 1932      |
| Godoy Cruz        | Argentina | 1933-1934 |
| San Lorenzo       | Argentina | 1935      |
| Estudiantes BA    | Argentina | 1939      |

## Selección Argentina
A pesar de ser paraguayo, se nacionalizó argentino y fue internacional con la Selección Argentina. Primeramente en 1931 jugó para la Selección Paraguaya.

### Participación en Copa del Mundo
| Mundial                        | Sede   | Resultado    | Partidos | Goles |
| ------------------------------ | ------ | ------------ | -------- | ----- |
| Copa Mundial de Fútbol de 1934 | Italia | Primera Fase | 1        | 0     |